# 井上文
井上文（日语：いのうえふみ，1910年—2008年10月12日）為日本隨筆作家、井上靖之妻。

## 概要
1910年井上文出生於京都府京都市吉田山，父親為京都帝國大學解剖學、人類學教授足立文太郎。曾進入同志社女學部專門英文科就讀，後因病輟學。1935年與當時在京都帝國大學的井上靖結婚，1991年丈夫因病去世後，翌年起擔任井上靖文化財團理事長一職。2008年10月12日因病去世，享壽98歲。

## 子女
井上靖和井上文共育有下述子女：
- 長女：浦城幾世
- 次女：黑田佳子
- 長子：井上修一
- 次男：井上卓也

## 著作
- 《風のとおる道》，潮出版社，1990年11月，ISBN 978-4267012587。
- 《天上の星 私の歌袋より》，每日新聞社，1992年5月，ISBN 978-4620308630。
- 《私の夜間飛行》，潮出版社，1993年1月，ISBN 978-4267013195。
- 《やがて芽をふく》，潮出版社，1996年1月，ISBN 978-4267013980。
- 《旬菜歳時記》，講談社，1996年5月，ISBN 978-4062081337。

## 內部連結
- 井上靖